# Jenišovice (Pardubice)
Jenišovice é uma comuna checa localizada na região de Pardubice, distrito de Chrudim.